# Little Earthquakes
Albums de Tori Amos
Under the Pink
(1994)
Singles
Little Earthquakes (6 janvier 1992) (en français Petits séismes) est le premier album solo de la chanteuse Tori Amos. C'est à ce jour son album le plus vendu, celui qui est à l'origine de son succès international.

## Historique

### Début de carrière
Après l'échec commercial de l'album Y Kant Tori Read, Atlantic donne à Tori Amos une nouvelle chance au printemps 1989 : elle a jusqu'au mois de mars 1990 pour composer un nouvel album.[réf. nécessaire] Tori Amos se met alors à composer chez elle. Elle reçoit un jour la visite chez elle de Doug Morris, président d'Atlantic. Après avoir écouté quelques chansons, Doug Morris était furieux du résultat.[réf. nécessaire] Après une période de remise en questions, elle se remet à composer. C'est ainsi qu'en 1990, elle revient dans les locaux de sa maison de disques Atlantic Records avec une cassette démo de dix titres. La liste des titres était Russia (plus tard connue sous le nom Take To The Sky), Mary, Crucify, Happy Phantom, Leather, Winter, Sweet Dreams, Song For Eric, Learn To Fly (qui finalement ne sortira jamais), Flying Dutchman.

### Enregistrement
L'album a été ensuite enregistré en trois phases.
La première série de chansons (Crucify, Silent All These Years, Winter, Happy Phantom, Leather, Mother, Sweet Dreams, Russia/Take To The Sky, Upside Down et Flying Dutchman) ont été enregistrées au Capital Records par David Sigerson, producteur. Mais la maison de disques a une nouvelle fois rejeté l'album.
Tori et son conjoint, Eric Rosse, ont donc enregistré une deuxième série de chansons : (Girl, Precious Things, Tear In Your Hand, Little Earthquakes, ainsi que Take Me With You qui est restée inachevée jusqu'en 2006 et parue sur A Piano: The Collection). Cette deuxième série de titres a été enregistrée avec un budget très limité, utilisant un vieux 24 pistes 3M et un piano Yamaha CP-80.
Ces deux séries de chansons ont finalement constitué une version dite « finale » de l'album, soumis à la maison de disques en janvier 1991. la liste des titres est très similaire à la version que l'on connait : Crucify, Girl, Silent All These Years, Precious Things, Winter, Sweet Dreams, Little Earthquakes, Leather, Russia, Mother, Tear In Your Hand, Upside Down, Flying Dutchman. Sur les 14 titres enregistrés, seule Happy Phantom n'était pas incluse alors qu'elle apparaitra finalement sur l'album.
Pour la troisième phase d'enregistrement, Tori a traversé l'Atlantique pour l'Angleterre afin de travailler avec Ian Stanley. Elle enregistra quelques faces B (titres inédits qui apparaissent sur les singles) et ce qui deviendra deux des singles de l'album : China (écrite en 1987 et d'abord intitulée Distance) puis Me And A Gun (écrite après avoir vu au cinéma le film Thelma et Louise en réponse au viol qu'elle a subi quelques années auparavant).
Cette deuxième version « finale » de l'album a été acceptée par la maison de disques mais la version présentée de l'album a été un peu révisée : la chanson Flying Dutchman a été retirée de l'album car elle était un peu trop longue et dépassait les capacités physiques du format vinyle.
Atlantic Records redirigea Tori Amos vers son label anglais "East West" car ils pensaient qu'un succès éventuel serait plus facile en Angleterre. Le label se lança dans la promotion de l'album Little Earthquakes. En parallèle, Tori se produisit dans des petits clubs et bars londoniens et interpréta son album aux journalistes, parfois dans son propre appartement.
En octobre 1991, East West sortit un EP intitulé Me And A Gun contenant quatre titres, EP qui a été bien accueilli par la critique. Cet EP a ensuite été réédité sous le nom de Silent All These Years
en tant que single. Silent All These Years entra dans les charts anglais à la position #51 et a été élu "Single de la semaine" sur la BBC Radio 1. Tori fait également ses débuts à la télévision dans l'émission de   Jonathan Ross sur la BBC.

### Promotion
Little Earthquakes est finalement sorti au Royaume-Uni en janvier 1992 et atteint dès sa sortie la quatorzième place du Top 75. L'album resta dans le classement pendant 23 semaines. Un mois plus tard, l'album sortit dans les bacs américains. L'album est très bien accueilli par la critique mais les ventes ne sont pas suffisantes. Cinq singles accompagnent l'album  : Me And A Gun, Silent All These Years, China, Winter et Crucify. Un EP de Crucify est sorti aux États-Unis incluant des reprises des Rolling Stones, Led Zeppelin et Nirvana. Tori Amos a été la première artiste à reprendre une chanson de Nirvana : Smells Like Teen Spirit. Cette reprise est assez connue bien que ne figurant pas sur l'album. Crucify reste un des titres les plus connus de Tori.
En 1998, les lecteurs du magazine Q ont désigné Little eathquakes comme le 66e album de tous les temps.

En 2002, Q a nommé Little Earthquakes le 4e meilleur album de tous les temps par une artiste féminine.

## Liste des chansons
Toutes les chansons ont été écrites et composées, par Tori Amos.
1. Crucify (5:00)
2. Girl (4:07)
3. Silent All These Years (4:11)
4. Precious Things (4:27)
5. Winter (5:42)
6. Happy Phantom (3:15)
7. China (5:00)
8. Leather (3:12)
9. Mother (6:59)
10. Tear In Your Hand (4:38)
11. Me And A Gun (3:44)
12. Little Earthquakes (6:52)

## Faces-B
L'album (comme la plupart des albums de Tori Amos) est connu pour sa collection de Faces-B, titres enregistrés ne figurant pas sur l'album mais sur les singles.

### Faces B Titres Studios
| Titre                           | Durée | Single                                                      | Compositeur                                                 |
| ------------------------------- | ----- | ----------------------------------------------------------- | ----------------------------------------------------------- |
| Upside Down                     | 4:22  | Silent All These Years (UK, 1991 & 1992), Winter (US, 1992) | Tori Amos                                                   |
| Thoughts                        | 2:46  | Silent All These Years (UK, 1991 & 1992)                    | Tori Amos                                                   |
| Sugar                           | 4:24  | China (UK, 1992)                                            | Tori Amos                                                   |
| Flying Dutchman                 | 6:31  | China (UK, 1992)                                            | Tori Amos                                                   |
| Humpty Dumpty                   | 2:51  | China (UK, 1992)                                            | Tori Amos                                                   |
| The Pool                        | 2:51  | Winter (UK/US, 1992)                                        | Tori Amos                                                   |
| Take to the Sky                 | 4:20  | Winter (UK/US, 1992)                                        | Tori Amos                                                   |
| Sweet Dreams                    | 3:29  | Winter (UK/US, 1992)                                        | Tori Amos                                                   |
| Angie                           | 4:25  | Winter (UK Limited Edition, 1992), Crucify (US, 1992)       | Mick Jagger/Keith Richards (reprise des Rolling Stones)     |
| Smells Like Teen Spirit         | 3:17  | Winter (UK Limited Edition, 1992), Crucify (US, 1992)       | Kurt Cobain/Dave Grohl/Krist Novoselic (reprise de Nirvana) |
| Thank You                       | 3:50  | Winter (UK Limited Edition, 1992), Crucify (US, 1992)       | Robert Plant/Jimmy Page (reprise de Led Zeppelin)           |
| Here. In My Head                | 3:53  | Crucify (UK, 1992)                                          | Tori Amos                                                   |
| Mary                            | 4:26  | Crucify (UK, 1992)                                          | Tori Amos                                                   |
| Ode To The Banana King (Part 1) | 4:06  | Silent All These Years (UK limited edition, 1992)           | Tori Amos                                                   |
| Song for Eric                   | 1:55  | Silent All These Years (UK limited edition, 1992)           | Tori Amos                                                   |

- Tori Amos est la première artiste à enregistrer une reprise d'une chanson de Nirvana avec Smells Like Teen Spirit.
- Les titres Mary et Sweet dreams ont été ré-enregistrés en 2003 pour le best-of Tales Of A Librarian.

### Faces B Titres Live
| Titre                     | Durée | Single                                          | Compositeur | Lieu et date du concert  | Version studio originale |
| ------------------------- | ----- | ----------------------------------------------- | ----------- | ------------------------ | ------------------------ |
| Little Earthquakes (live) | 7:04  | Crucify (Édition limitée) (1992)                | Tori Amos   | Cambridge (5 avril 1992) | Album Little Earthquakes |
| Crucify (live)            | 5:20  | Crucify (Édition limitée) (1992)                | Tori Amos   | Cambridge (5 avril 1992) | Album Little Earthquakes |
| Precious Things (live)    | 5:04  | Crucify (Édition limitée) (1992)                | Tori Amos   | Cambridge (5 avril 1992) | Album Little Earthquakes |
| Mother (live)             | 6:38  | Crucify (Édition limitée) (1992)                | Tori Amos   | Cambridge (5 avril 1992) | Album Little Earthquakes |
| Happy Phantom (live)      | 3:36  | Silent All These Years (Édition limitée) (1992) | Tori Amos   | Cambridge (5 avril 1992) | Album Little Earthquakes |

## Crédits album
Les numéros correspondent aux numéros des titres de l'album
- Chant : Tori Amos
- Piano acoustique : Tori Amos (1,2,3,4,5,6,7,8,9,10,12)
- Piano électrique : Tori Amos (1,4)
- Guitare acoustique : Steve Caton (4,10)
- Guitare électrique : Steve Caton (2,4,10,12), David Rhodes (7), Jef Scott (8)
- Guitare basse : Jef Scott (1), Steve Caton (2), Will McGregor (4,10,12), Mathew Seligman (7)
- Batterie : Ed Green (1), Eric Rosse (2), Carlo Nuccio (4,10), Chris Hugues (7)
- Percussions : Paulinho Da Costa (1,6)
- Dulcimer : Eric Williams (6)
- Violon : Stuart Gordon (7)
- Hautbois : Will Gregory (7)
- Rat Pedal : Jake Freeze (4)
- Tambour irlandais : Eric Rosse (5)
- Scie musicale : Jake Freeze (12)
- Cymbale Philly (3)
- Chœurs : Tori Amos (2,3,4,6,10,12), Nancy Shanks (1,12), Tina Gullickson (1), Eric Rosse (4,12), Steve Caton (4,12)
- Programmation Claviers : Eric Rosse (2,4,12), John Philip Shenale (6)
- Arrangement cordes : David Lord (7), Nick DeCaro (3,5)
- Enregistrement : John Beverly Jones (1,3,5,6,8,9), Leslie Ann Jones (1,3,5,6,8), Eric Rosse (2,4,10,12), Dan Nebenzal (4,10), Paul Corkett (7), Steve Williams (7), Ian Stanley (11)
- Mixage : Paul McKenna (1,4,10,12), Jon Kelly (2,5), Ross Cullum (3,7), John Beverly Jones (6)
- Directeur artistique : Cindy Palmano
- Design : Alan Reinl
- Photographie : Cindy Palmano
- Producteurs :
  - Davitt Sigerson (1,3,5,6,8,9)
  - Ian Stanley (7,11)
  - Tori Amos et Eric Rosse (2,4,10,12)
- Management : Arthur Spivak